# Glyphodes argyraspides
Glyphodes argyraspides is een vlinder uit de familie van de grasmotten (Crambidae), uit de onderfamilie van de Spilomelinae. De wetenschappelijke naam van deze soort is voor het eerst voorgesteld als Margaronia argyraspides door Willie Horace Thomas Tams in een publicatie uit 1941.

## Verspreiding
De soort komt voor in Gambia, Mali, Sierra Leone, Liberia en Oeganda.

## Waardplanten
De rups leeft op Ficus sycomorus en op andere soorten van het geslacht Ficus (Moraceae).